# Triangle d'or du Luberon
Pour l’article homonyme, voir Luberon.
L'expression  triangle d'or du Luberon , datant des années 1970-1980, et reprise par certains journaux comme le Méridional, désigne une partie de la vallée du Calavon, au nord de la montagne du petit Luberon, en France.

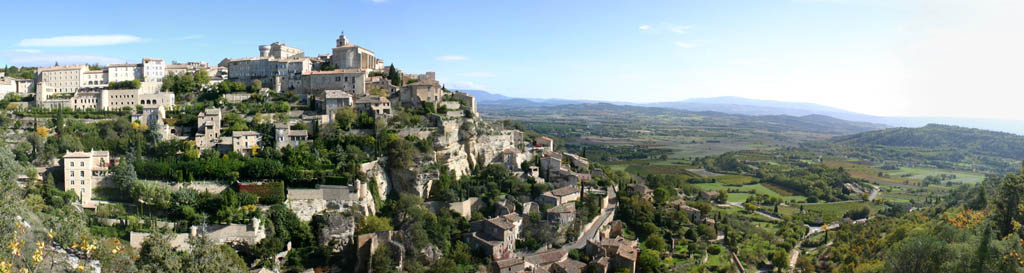
Vue panoramique du village de Gordes

Plusieurs versions existent : celle d'origine qui veut que le triangle ait pour base le petit Luberon avec ses vieux villages perchés et pour sommet le village de Gordes. Cependant, d'autres villages perchés de grand charme tel que Joucas, Murs et Roussillon, en dehors de la limite, étaient exclus de ce triangle, c'est pourquoi a fait son apparition une deuxième version avec un sommet élargi englobant alors de nombreux autres villages perchés. Certaines personnes confondent ce triangle d'or avec les communes faisant partie du périmètre du Parc naturel régional du Luberon, mais il s'agit de choses totalement différentes.

## Géographie

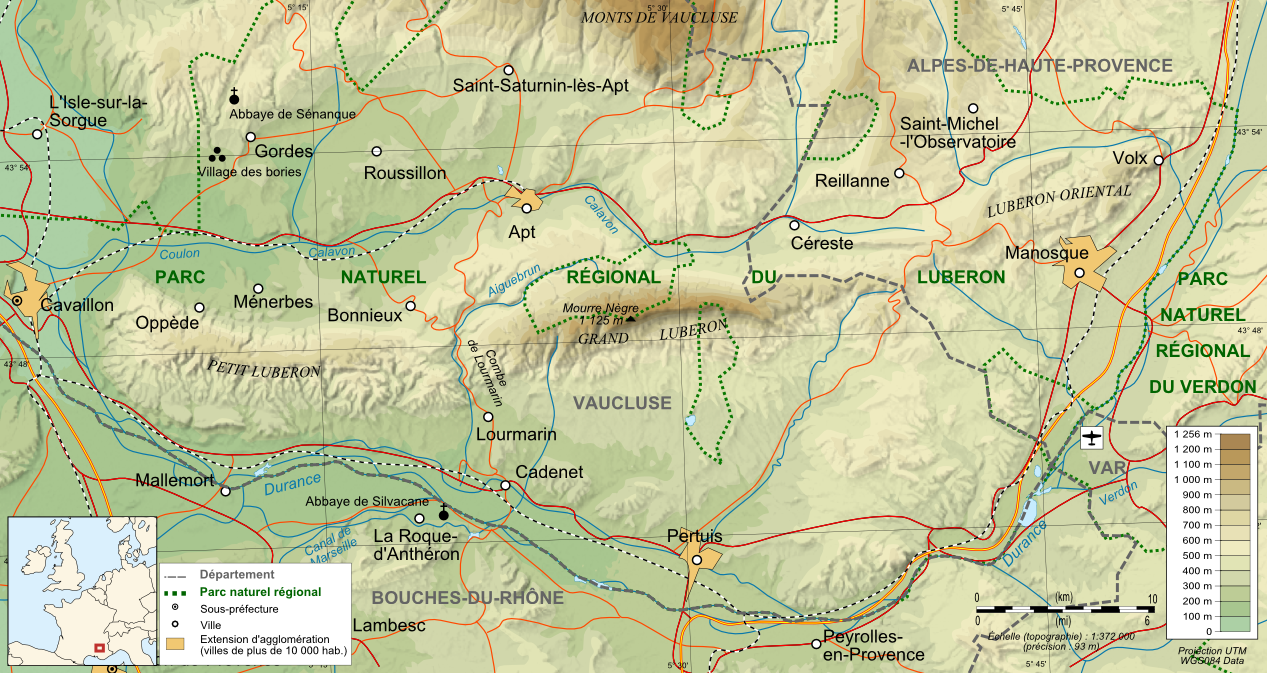
Le massif du Luberon et ses environs

Deux massifs montagneux séparés par une plaine fixent le cadre géographique. Si le Luberon est la montagne mythique, objet de tous les regards, les monts de Vaucluse constituent par leur exposition plein sud un belvédère à vue imprenable sur cette ligne de mire. La plaine, quant à elle, joue un rôle de transition. Dans celle-ci et ses contreforts, on compte six centres urbains, mais un seul (Apt) bénéficie d'une position centrale et peut de ce fait prétendre au titre véritable de capitale. Quant aux cinq autres, placés sur la périphérie du massif, à savoir L'Isle-sur-la-Sorgue, Cavaillon, Pertuis, Manosque et Forcalquier, ils apparaissent comme autant de portes d'entrée vers le lieu mythique.

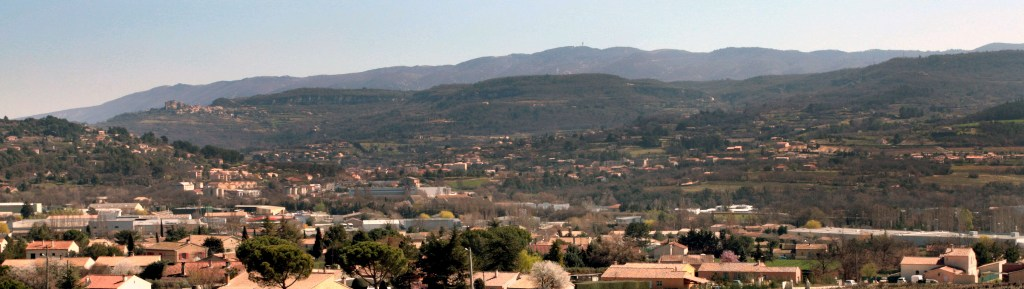
Apt au pied du grand Luberon

## Accès et transport
Deux couloirs, axes de liaison et de transit, structurent cet arrière-pays en le traversant d'est en ouest. 
- La route principale de la vallée est la route nationale 100, qui assure le lien entre les vallées du Rhône et de la Durance[1].
- La départementale 973 tient un rôle identique entre Avignon, Cavaillon, Pertuis et Aix-en-Provence[1].
- Enfin, la Gare TGV à Avignon (2 h 40 de Paris) est devenue un point de départ ou d'arrivée. La gare désaffectée d'Apt est celle dont les guichets vendent le plus de billets pour ces trains à grande vitesse.

## Histoire
L'histoire d'avant l'appellation de « triangle d'or du Luberon » est directement liée à celle des communes qui la composent. Elle est riche et ancienne (anciennes voies romaines, nombreux oppidums) avec des périodes plus ou moins calmes ainsi que de grands bouleversements (voir Vaudois du Luberon).

### Les prémices
Dès la fin de la guerre, certains villages commencent à attirer du tourisme. Mais les changements de propriétaires par ventes d'immeubles bâtis sont rares. Les mas sont donnés aux enfants avec leurs terres, les nouvelles constructions sont très rares. Les quelques arrivants achètent des maisons de villages, des cabanons et mazets.
Les artistes sont attirés par ces villages perchés au cachet unique comme Gordes ou encore Roussillon et ses couleurs ocrées inhabituelles. « Depuis plus de quarante ans, le Luberon «surfe» sur une notoriété qui ne s'est jamais démentie et qui a fait de cet arrière-pays provençal, longtemps délaissé, l'une des zones de villégiature estivale les plus convoitées d'Europe. Rien à voir donc avec le temps où l'on y devenait propriétaire pour une bouchée de pain et où les autochtones regardaient d'un air amusé les artistes venus investir les vieilles pierres, abandonnées par leurs aïeux quelques décennies plus tôt1. En près d'un demi-siècle, la mise en désir et la valorisation de ce refuge estival pour Parisiens branchés ont sans cesse été renouvelées et ont édifié un véritable haut lieu ».

### Les années 1960 et 1970
« Dans les années 1950, le Festival d'Avignon et l'aventure des villages à vendre inventée par l'association Alpes-Lumières précipitent le renouveau du Luberon. Ce dernier s'affirme alors en espace de vie et de méditation pour les milieux artistiques d'après-guerre. Les villages perchés abandonnés depuis plusieurs décennies s'affirment en espace de vie et de méditation pour les milieux artistiques d'après-guerre. Trois villages — Gordes, Roussillon, Bonnieux — deviennent les cadres privilégiés de cette intense valorisation. Trois villages pour les trois sommets du triangle d'or qu'ils définissent, véritable cœur originel du Luberon ». Dans les années 1960, la croissance économique (nous sommes au cœur des Trente Glorieuses) et l'avènement des congés payés lancent la mode des vacances et des résidences secondaires. Le Luberon n'échappe pas à cette mode, mais reste l'apanage d'artistes et de quelques privilégiés fuyant les masses touristiques de la Côte d'Azur. Dans le début des années 1970, les agences immobilières se comptent sur les doigts d'une main. La plus ancienne, située sur Gordes, est même restée un temps l'unique du secteur.

### Les années 1980 - 1990
À partir du milieu des années 1980, les choses commencent à s'accélérer. Les moyens de transport se développent et les temps de trajets pour venir dans le Luberon se réduisent. La décentralisation des pouvoirs a eu lieu et le Luberon, sous l'initiative de certaines communes comme Gordes, devient un lieu protégé et à protéger contrairement à la Côte d'Azur qui se bétonne (nous sommes avant la loi littoral). C'est comme cela que Gordes va adopter le plan d'occupation des sols le plus strict du département de Vaucluse et l'un des plus stricts de France. Par la suite, d'autres villages vont aussi chercher à se développer tout en se protégeant. D'autres, sous la pression urbaine, vont choisir l'aménagement de lotissements, mais tous vont vers la fin des années 1990 et le début de ce siècle revenir vers une plus grande qualité de protection de leurs communes et commencer à soigner leur esthétique.
Au milieu des années 1980, le Luberon, pour les habitants des agglomérations marseillaise et avignonnaise, passe du statut d'arrière-pays et d'espace de loisirs de proximité, à celui de possible zone résidentielle. Tout ce qui est à vendre est convoité et le marché est saturé par la demande. En vingt ans, cette pression urbaine s'est encore accrue. Principale cause, l'effet TGV qui se combine avec celui des 35 heures. Comme l'explique Cécile Helle, maître de conférences à l'université d'Avignon : « De week-ends prolongés en courts séjours, les résidences secondaires n'ont plus de secondaires que le nom et la fréquentation touristique d'occasionnelle devient permanente ».

## Un village du triangle d'or vu par des ethnologues

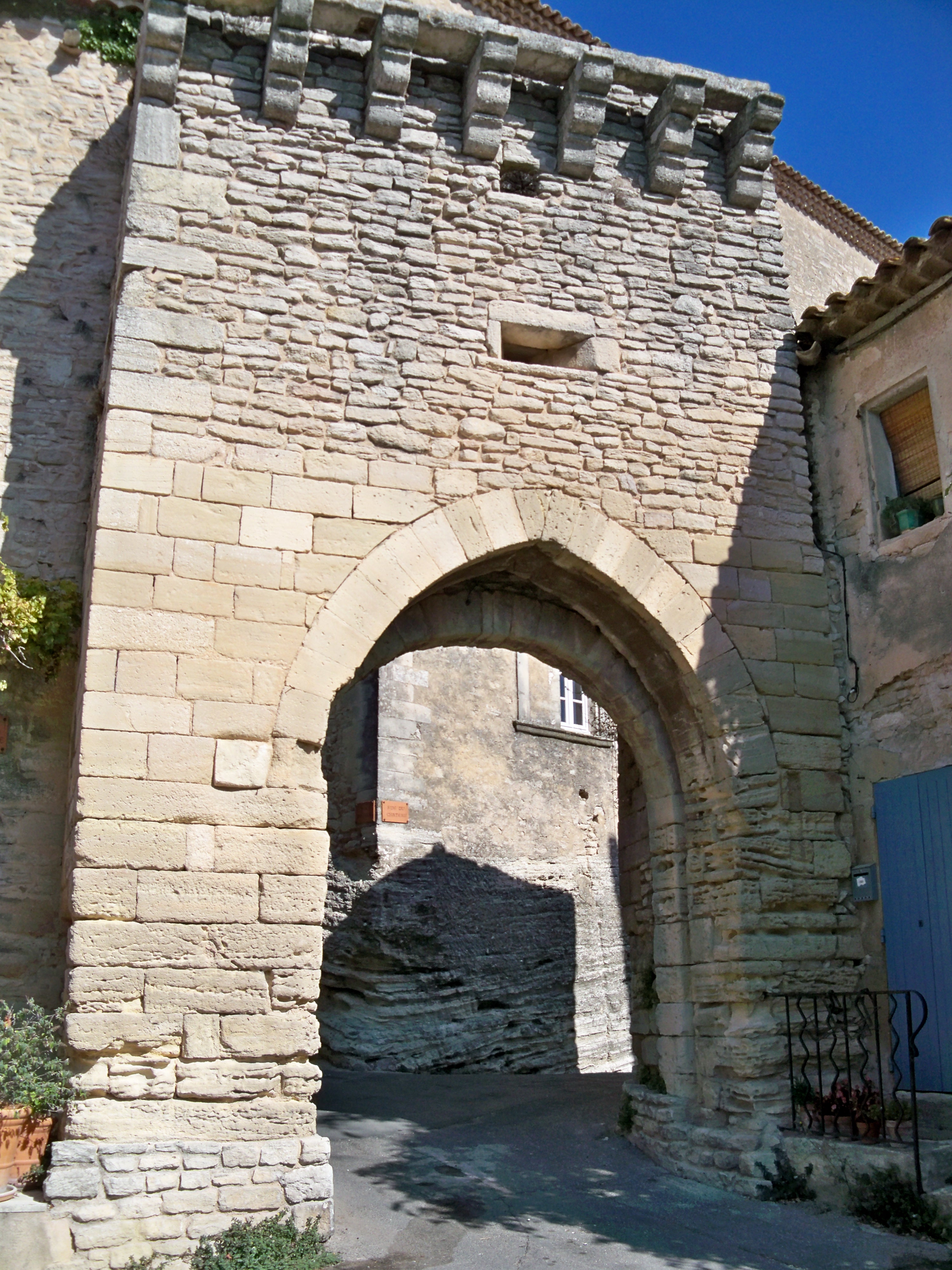
Porte de l'Ourme à Goult

En 1970, des étudiants en ethnologie dans le cadre du CERESM, mis en place part l'Université de Provence d'Aix-en-Provence, ont étudié le village de Goult tant au point de vue de ses spécificités environnementales que matrimoniales. Ces travaux ont été publiés par H. Balfet, C. Bromberger et G. Ravis-Giordani, sous le titre De la maison aux lointains in Pratiques et représentation de l'espace dans les communautés méditerranéennes. Goult est défini comme un « village du type classique perché » puisque établi sur un piton, à l'extrémité occidentale du bassin d'Apt, et dominant un ensemble de terroirs aux possibilités variés. Ils notent aussi son évolution à travers l'existence de deux places, celle de l'Ancienne Poste et celle de la Libération, qui témoignent du déplacement des zones d'habitat et par conséquent des centres du village. 

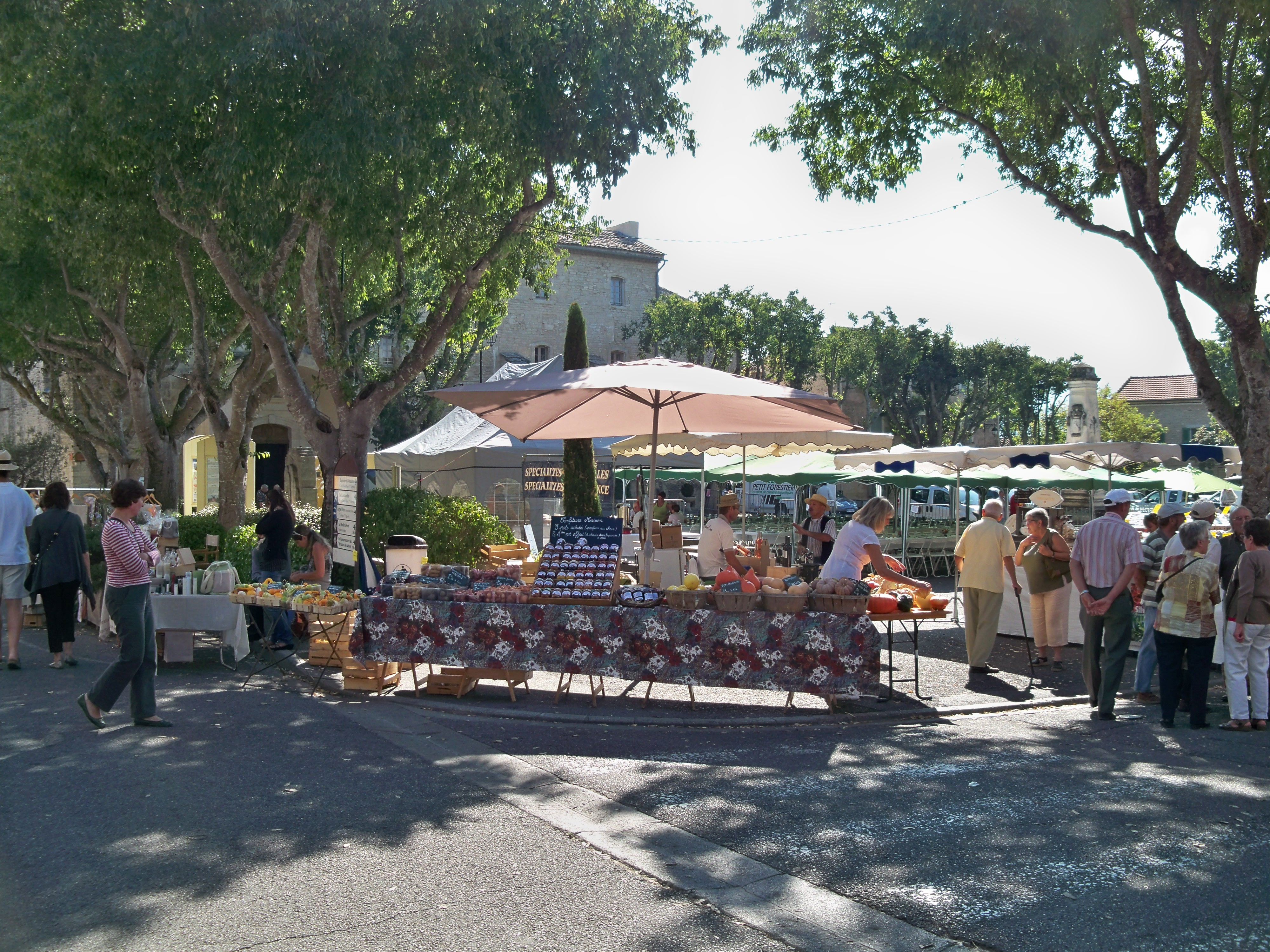
Le marché provençal, place de la Libération

Non seulement le nombre de mariages ne diminue pas, mais tend même à augmenter grâce à l'activité agricole importante qui s'y pratique. De plus, une comparaison de 1900 à 1970 a démontré que le nombre d'unions contractées au-delà d'un rayon de 50 km restait stable (1/6 des mariages). Ce qui implique que 85 % des unions matrimoniales à Goult ont lieu à moins de 50 km. Le rôle attractif est joué par Apt. À titre d'exemple, entre 1960 et 1965, huit Goultoises et deux Goultois s'y sont mariés. Viennent ensuite les zones au développement agricole important : cantons de Bollène, Valréas, Bédarrides, Beaumes-de-Venise, L'Isle-sur-la-Sorgue et Cavaillon. Ces cantons ne possèdent quelquefois aucune ville et pourtant ce sont eux qui exercent la plus grosse influence sur Goult. Ce qui a permis aux chercheurs d'expliquer que ces unions matrimoniales : 

« Avec le réseau d'alliances et de relations sociales qu'elles entraînent, facilitent l'échange des informations et des innovations techniques, économiques mais aussi bien politiques ou culturelles. Loin d'affaiblir la structure sociale villageoise, elles la renforcent ou la maintiennent embrayée sur l'évolution de la société globale. »

A contrario, l'implantation de résidences secondaires occupées par des Marseillais - les Marseillais sont tous les vacanciers qui viennent du sud -  ou des Parisiens - les Parisiens sont tous les estivants qui descendent du nord de la France -  voire des Anglo-Saxons, des Suisses, des Belges ou des Allemands, a pris souvent un caractère conflictuel et perturbateur qui se traduit, dans la grande majorité des cas, par une absence de mariage avec ces personnes extérieures au village.  Ce sentiment d'appartenance communautaire, s'est traduit par des définitions originales de celui qui est étranger à la commune. S'il est originaire de la vallée du Calavon, il est qualifié d'estrangié du dedans, s'il vient de la région c'est un estrangié du dehors, et tout autre origine le fait considérer comme un estrangié pas d'ici.

## Le triangle d'or vu par Peter Mayle
La France, les Français, leur mode de vie, leur langue et leur culture ont toujours fasciné les écrivains. Parmi eux, les Anglo-Saxons qui ont découvert récemment le paradoxe français, le plaisir de la table et la joie de vivre dans le Midi et particulièrement en Provence qui est devenue le thème d'un courant littéraire apparu aux États-Unis. Il s’agit de « literature of accommodation » (littérature d’intégration ou d'adaptation). Ce filon littéraire éclata dans les années 1990 avec le britannique Peter Mayle. L’ancien publicitaire a assis sa réputation d'écrivain grâce à Une année en Provence. Tombé amoureux de cette région, il quitta les brumes de Londres et pour s’installer dans un petit village du Luberon en 1987, et y écrivit son histoire d’adaptation dans le village de Ménerbes. Ce fut un succès mondial de librairie puisque ce livre s'est vendu à six millions d'exemplaires.

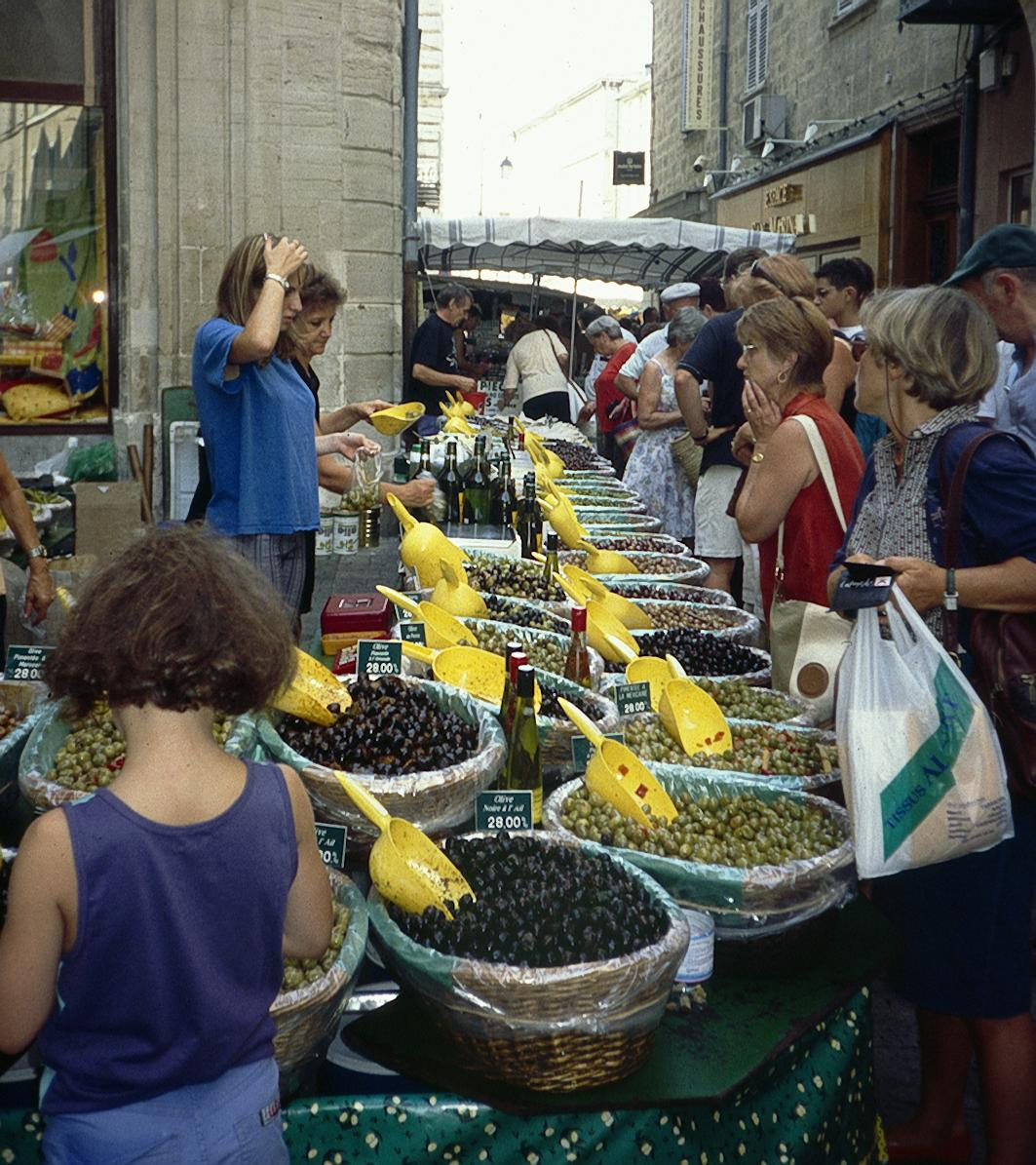
Étal d'olives sur un marché provençal

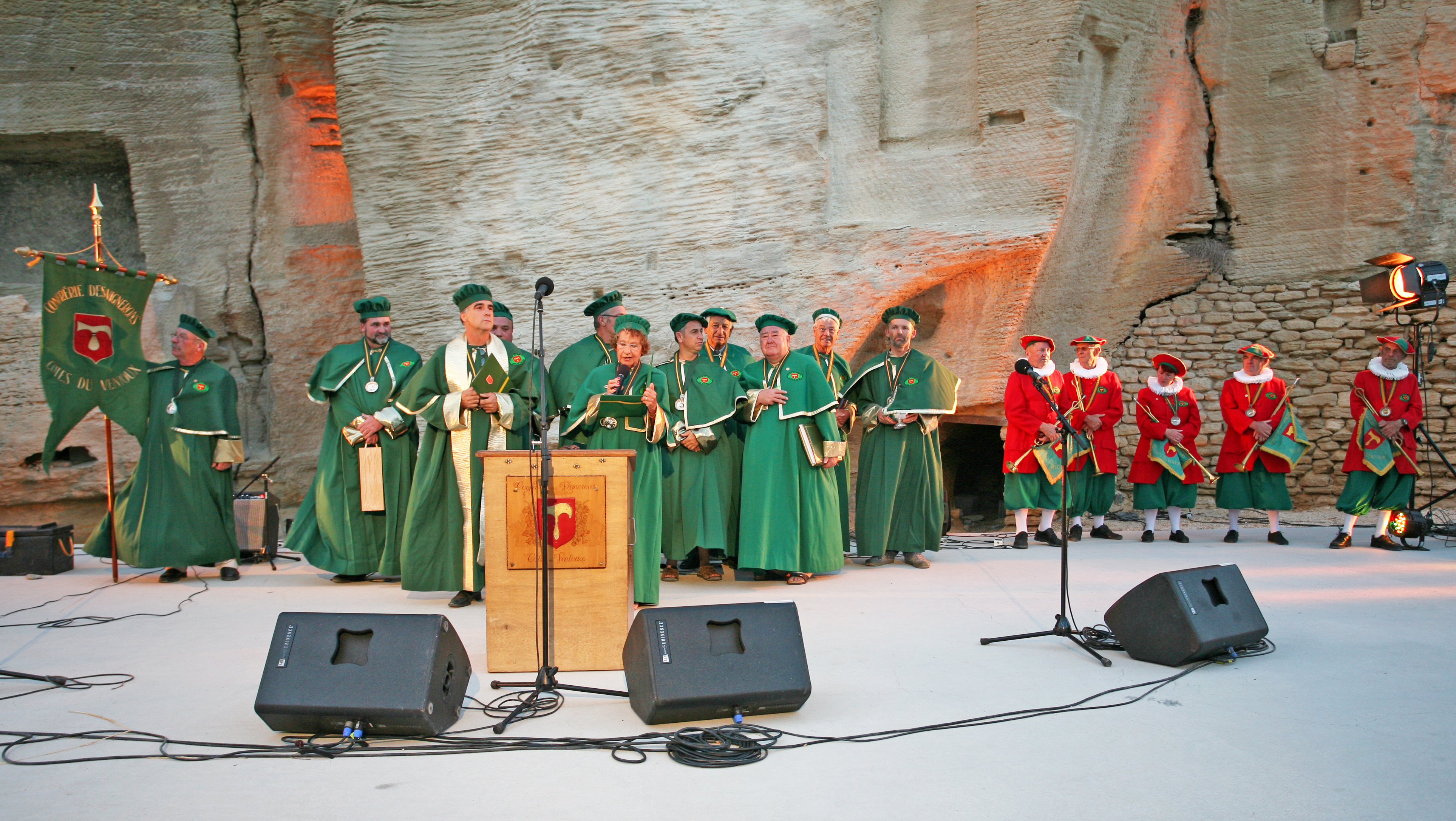
La confrérie des vignerons des côtes du Ventoux à Gordes lors de la fête des vins de l'AOC Ventoux

La rénovation de sa maison s'étale sur un an ce qui lui permet de découvrir que les rythmes des Provençaux sont calqués sur ceux de la nature tant par la succession des saisons que par les nécessités des travaux agricoles où domine le travail de la vigne. Il analyse et admet cette singularité « Nous découvrîmes qu’en Provence le temps est une denrée très élastique, même quand on l'évoque en termes clairs et précis. Un petit quart d’heure signifie dans le courant de la journée.
Demain veut dire dans le courant de cette semaine. Et le segment de temps le plus élastique, une quinzaine, peut signifier trois semaines, deux mois ou l’an prochain, mais jamais, au grand jamais, quinze jours. »
Des traditions et des fêtes ancestrales il a retenu la fête du vin. Les vignerons sont organisés en confréries qui ont leurs propres codes et exigences. Lorsqu’ils reçoivent de nouveaux membres, ils organisent un bal où des plats choisis sont arrosés d’énormes quantités de vin. Il faut suivre une véritable mise en scène où se remarquent les discours, l’hymne de la Coupo Santo, le vin d’honneur, le repas et la bonne humeur. On fait la connaissance d’une boisson typique, le marc ; c’est une eau de vie obtenue par la distillation des rafles, appelé « le trou provençal ».
Il n’oublie pas la pétanque dont il a étudié la technique. « Il en décrit les détails et le règlement particulier dans le Luberon où ce jeu est toujours relié à l’étirement du temps et à un pastis ». Sa découverte de la vie provençale est complétée par celle des marchés dont l’aspect change à chaque saison. « Il se plaît à les visiter, tout en observant la diversité des produits exposés, les réactions de la foule et surtout les gestes des maîtresses de maison pour en faire le meilleur choix. »
Les regards de l’auteur s'attardent sur des gens ordinaires ce qui lui permet de dresser une galerie de portraits extraordinaires. Ceux des artisans chargés des travaux de rénovation de sa maison. Tous les métiers du bâtiment sont représentés. Ces gens simples ont une nature complexe qui définit très bien l’identité provençale avec sa conception sur le temps, sur le travail et sur le passe-temps. Ils commencent les travaux en février, s’arrêtent, reviennent et finissent à peine avant Noël. Pour cela, il a fallu le stratagème de la femme de l’auteur. Afin de finir le chantier, elle les invite à venir déjeuner avec leurs femmes peu avant les fêtes. Mis devant le fait accompli, ils achèvent les travaux.

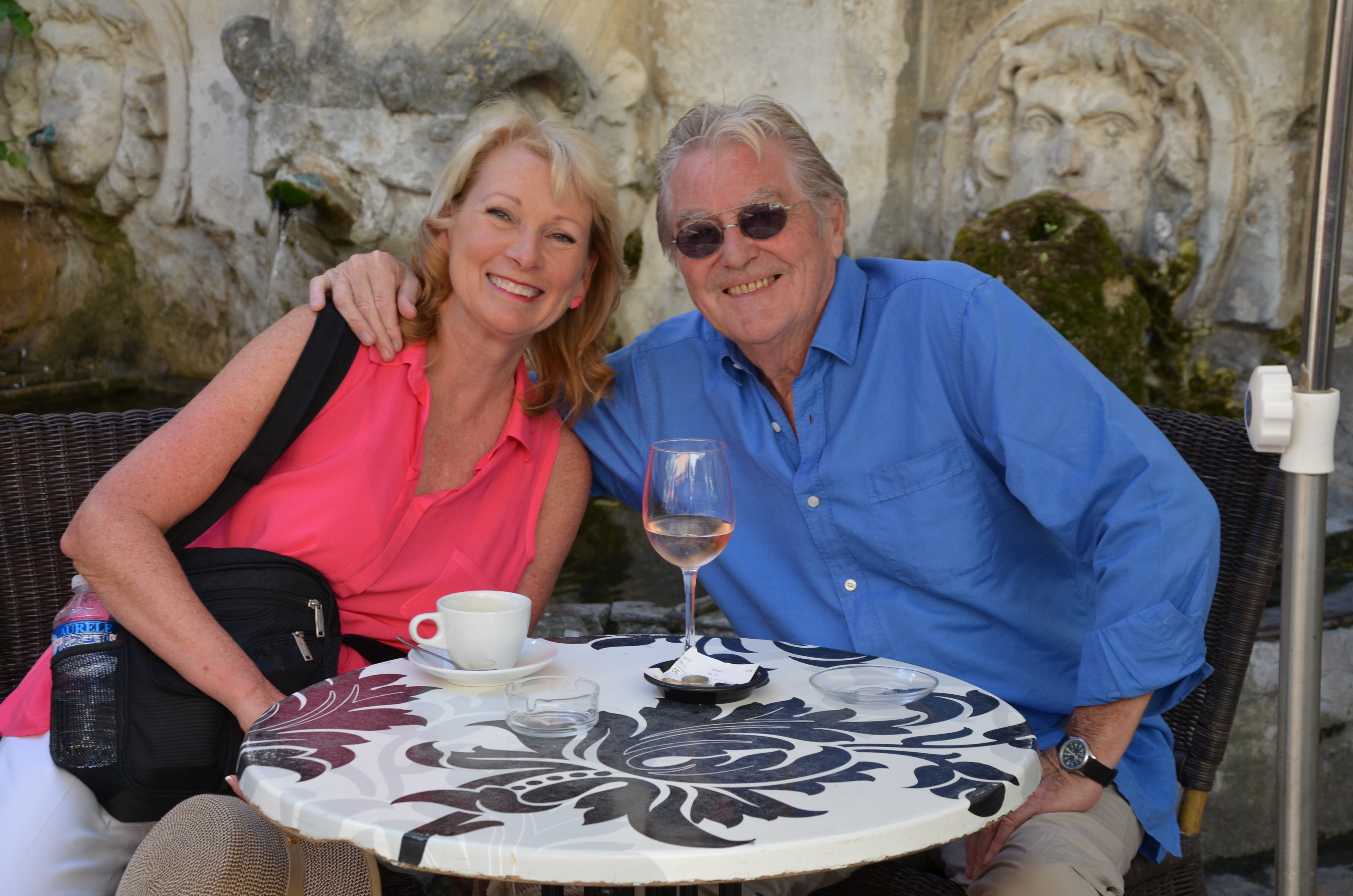
Peter Mayle en Provence

Ici chacun respecte un rituel ancestral : à midi pile, on arrête le travail pour un long déjeuner pantagruélique. Peter Mayle relève l’importance des repas et surtout la dimension socio-culturelle de la gastronomie française. Tout se situe au plus haut degré soit qu’il s’agisse de la quantité ou de la qualité : « C’était un repas que jamais nous n’oublierons : plus précisément, c’était une succession de repas que nous n’oublierons jamais car cela dépassait les frontières gastronomiques de tout ce que nous avions connu aussi bien en quantité qu’en durée... Ce soir-là nous avons mangé pour l’Angleterre tout entière».
Les amateurs de truffes sont légion dans le Vaucluse. L’écrivain les rejoint dans leur passion. Même s'il s'étonne de l’accoutrement et des gestes d'un rabassier : « Debout, l’homme contemplait la mousse et les broussailles autour des racines d’un vieux chêne-liège. Il avait la jambe droite enfoncée dans une cuissarde de pêcheur en caoutchouc vert. A l’autre pied, une chaussure de course. Il tenait devant lui un long bâton et portait un panier à provisions en plastique bleu ». Dans l'originalité le rejoint le chasseur de sangliers, qui est aussi l’épicier du village. Peter Mayle ne peut supporter ce tueur de marcassins, et d'une façon générale la soif de sang des chasseurs provençaux. Mais il oublie ses beaux principes devant un lapin de garenne que son épouse avait accommodé en civet. « J’en repris deux fois. La sauce, épaissie de sang était merveilleuse. »

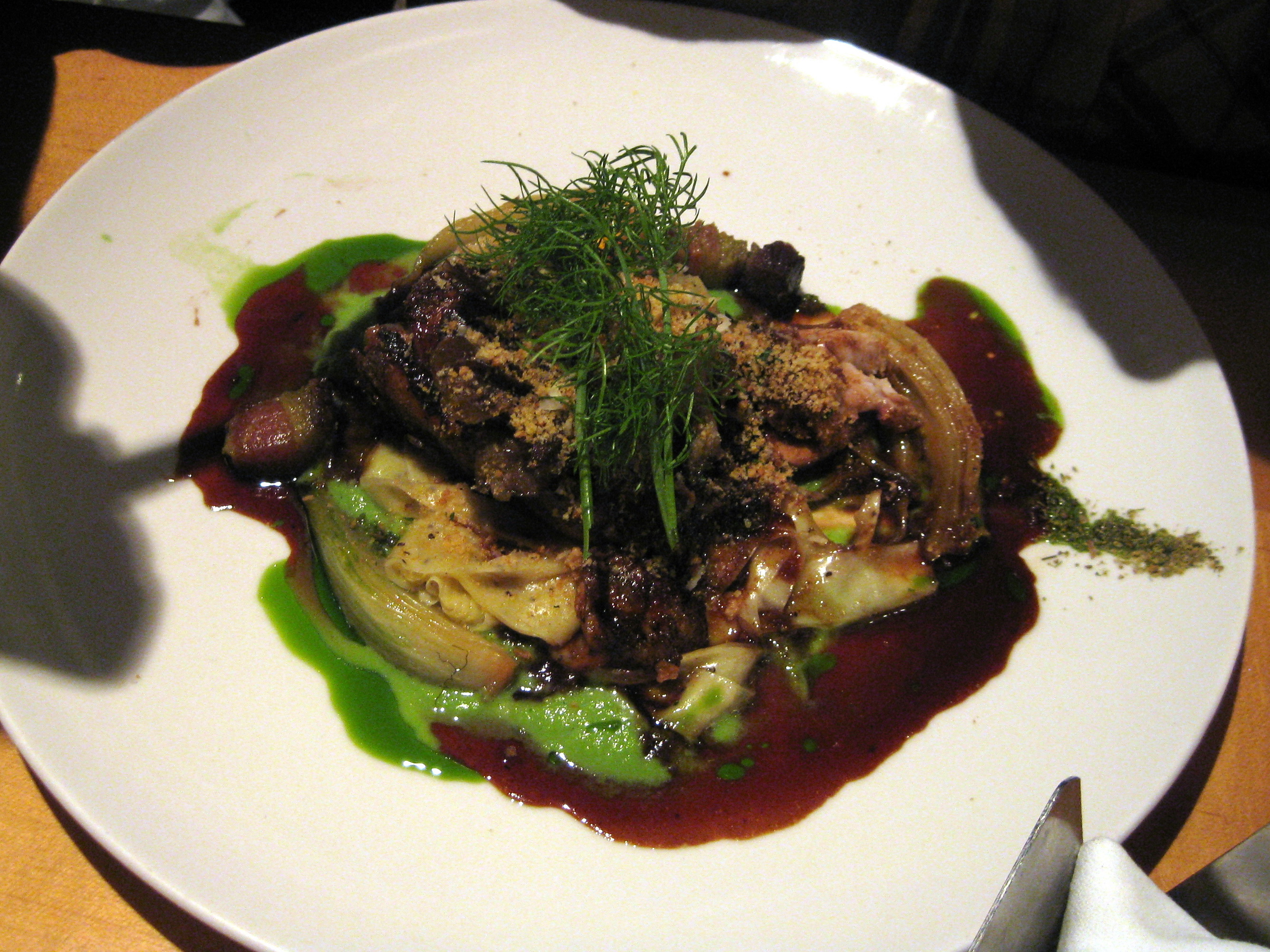
Civet de lapin
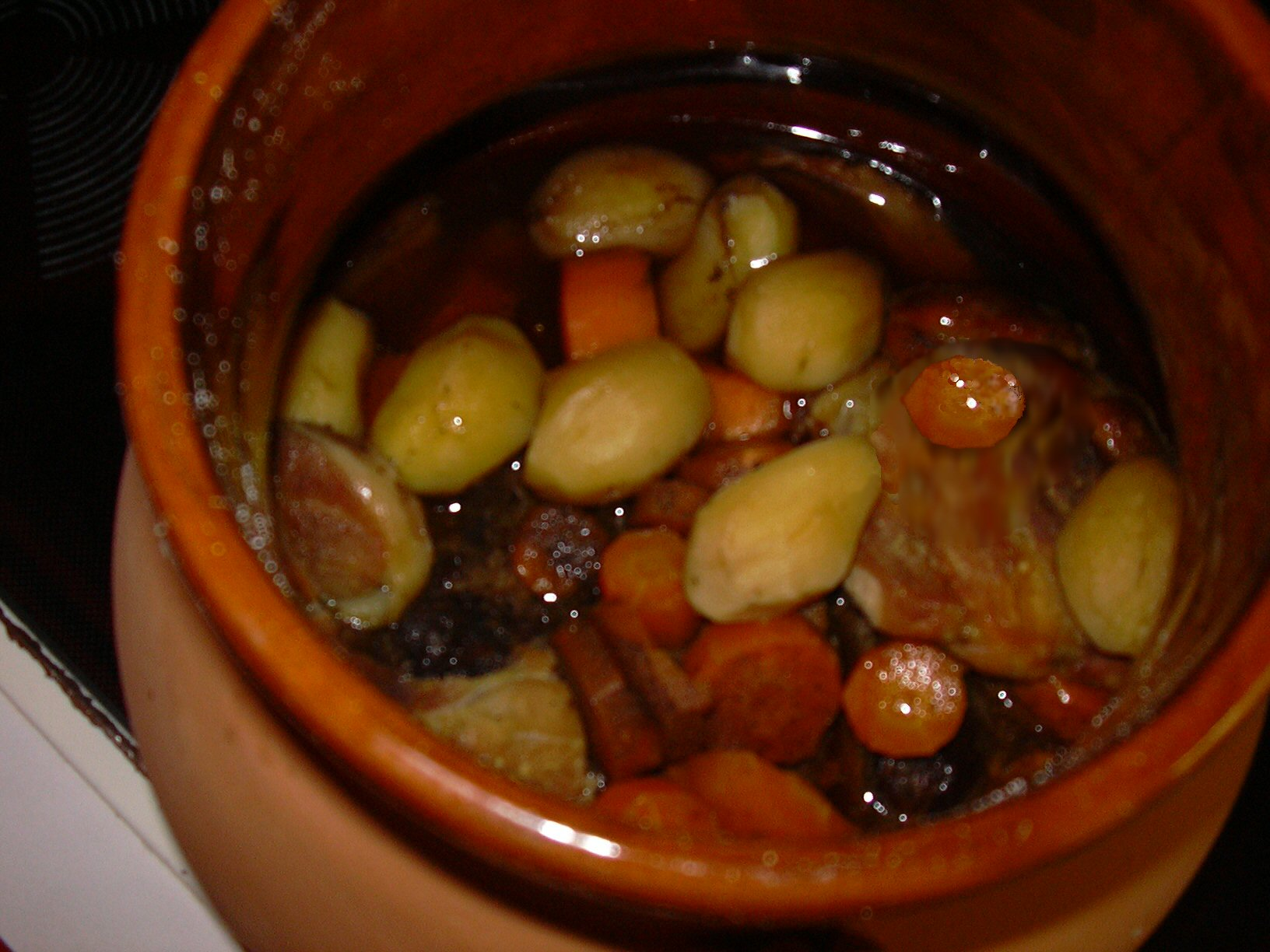
Daube provençale dans son toupin
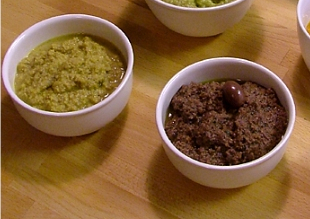
Tapenades verte et noire
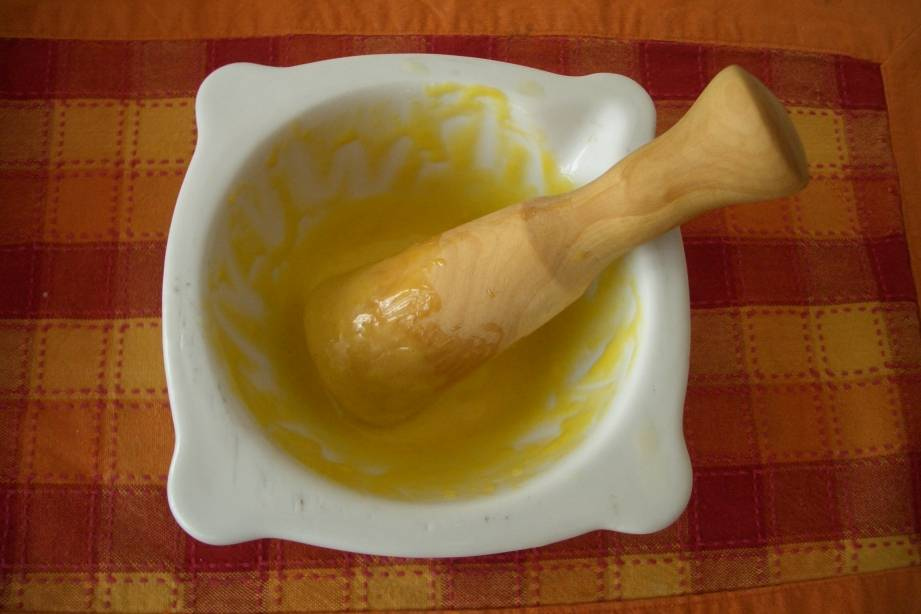
Aïoli

C’est encore la singularité des recettes provençales qui attire son attention. Il énumère avec précision des noms de plats qui ont fait leur délice : civet de lapin, pâté de lapin, de sanglier et de grives, terrine à base de porc rehaussée d’un peu de marc, petits oignons doux marinés dans une sauce tomate fraîche, daube d’agneau, aïoli, etc. Il avoue sa surprise de découvrir de bons restaurants même dans les villages les plus reculés comme celui de Buoux où l'on sert quatorze types de hors-d’œuvre : « cœurs d’artichauts, beignets de petites sardines frites, taboulé bien relevé, morue à la crème, champignons marinés, bébés calamars, tapenade, petits oignons frits dans une sauce à la tomate fraîche, céleri et pois chiches, radis et petites tomates, moules froides ». Ce qui le frappe, c’est la grande consommation de vin, boisson emblématique du « French paradox », et l'exactitude du repas de midi. « Le Provençal a une horloge dans l’estomac. Et le déjeuner constitue son unique concession à la ponctualité. On mange à midi ! Et pas une seconde plus tard. »
Ce qui interroge l’écrivain, c’est la communication des Provençaux, verbale, mais surtout non verbale. Il saisit bien la différence entre le français standard qu’il avait appris à l’aide des livres et l’accent provençal qui lui crée des difficultés. L’important est qu’il s’efforce de comprendre, il glisse dans Une année en Provence des mots français transmutés par cette « langue pleine de force et de soleil » tels que « vang » (vin), « mesong » (maison) « paing » (pain) », « jus de raiseng » (jus de raisin), etc. En outre, il prend un vrai plaisir à décrire les subtilités phonétiques : « C’était un patois superbe et confus qui émanait du fond de la gorge et subissait un brouillage subtil dans les fosses nasales avant de faire surface sous forme de paroles. À travers les remous et les tourbillons du provençal, on arrivait à vaguement reconnaître des sons à demi familiers... mais ils (les mots) étaient débités à un rythme de mitrailleuse, souvent agrémentés d’une voyelle accolée à la fin pour le plaisir ». Il analyse l’art des Provençaux pour communiquer à l’aide du corps, principalement des mains et des épaules. Cette communication a tout un registre de gestes, de postures, d'orientations du corps, de singularités somatiques, de rapports de distance entre les individus, grâce auquel une information doit être comprise dans toutes ses nuances. « J’étais fasciné par les subtilités du rituel mondain, par la gestuelle qui constitue un élément essentiel de toute rencontre en Provence.»
Il lui a suffi pourtant d'Une année en Provence pour s'adapter à ce mode de vie. Il ne regrette rien ni n’éprouve aucune nostalgie de son pays d'origine. De plus, il ne se sent pas du tout étranger et s’implique dans la vie quotidienne locale tout en relevant la singularité de la Provence et de ses habitants. C'est-à-dire à dévoiler le cachet de cette région où règne une joie de vivre axée sur la fête et le plaisir de la table. Il rejette même ses concitoyens et craint leurs visites inopportunes : « Sans doute, à la façon habituelle de l’Anglais itinérant, allait-il surgir un jour prochain juste avant le déjeuner » et adopte une attitude ironique et méprisante envers les citadins qui possèdent des résidences secondaires dans le Luberon « et qui se remarquent par leur arrogance et par leur richesse ostentatoire ». Même s’il lui reste encore beaucoup à voir et à faire, enfin il se sent ici chez lui.

## Habitat

### Habitat perché

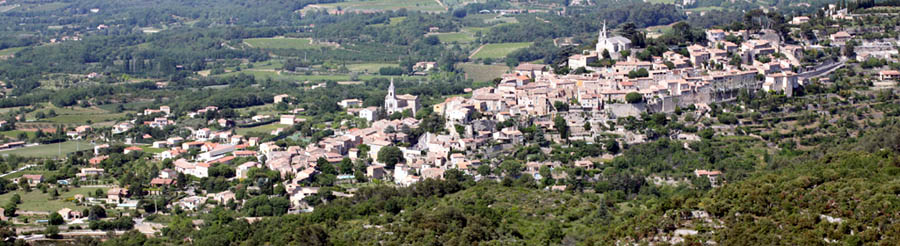
Le village de Bonnieux vu du sud

Ce type d'habitat est considéré comme typiquement provençal, il est surtout typiquement méditerranéen. Ces villages sis sur leur « acropole rocheuse », qui ont gardé leur aspect médiéval, forment par l'orientation des façades de leurs maisons - vers la vallée ou la voie de communication - un véritable front de fortification.
Fernand Benoit souligne leur origine quelques fois préhistorique en signalant que Cicéron, à propos des Ligures qui peuplaient la région, les dénomme castellani, c'est-à-dire habitants des castellas (Brutus, LXXIII, 256).
Ces villages perchés se trouvent dans essentiellement dans les zones collinaires dont le terroir est pauvre en alluvions et où l'eau est rare. Ce qui est le cas général en Provence sauf dans la basse vallée du Rhône et dans celle de la Durance, où les terres alluvionnaires abondent et surtout où l'eau est facilement accessible pour chaque propriété grâce à un puits creusé dans la cour de la maison.
De plus, ce groupement en communauté refermée sur elle-même correspond à des régions de petites propriétés, où les seules terres fertiles se situent au fond de quelques vallons, et ce regroupement a facilité l'existence d'un artisanat rural indispensable aux villageois (charron, forgeron, etc.). À contrario, l'habitat dispersé implique de grands domaines qui tendent à vivre en autarcie. D'où la loi émise par Fernand Benoit « La misère groupe l'habitat, l'aisance le disperse ».

### Maison en hauteur

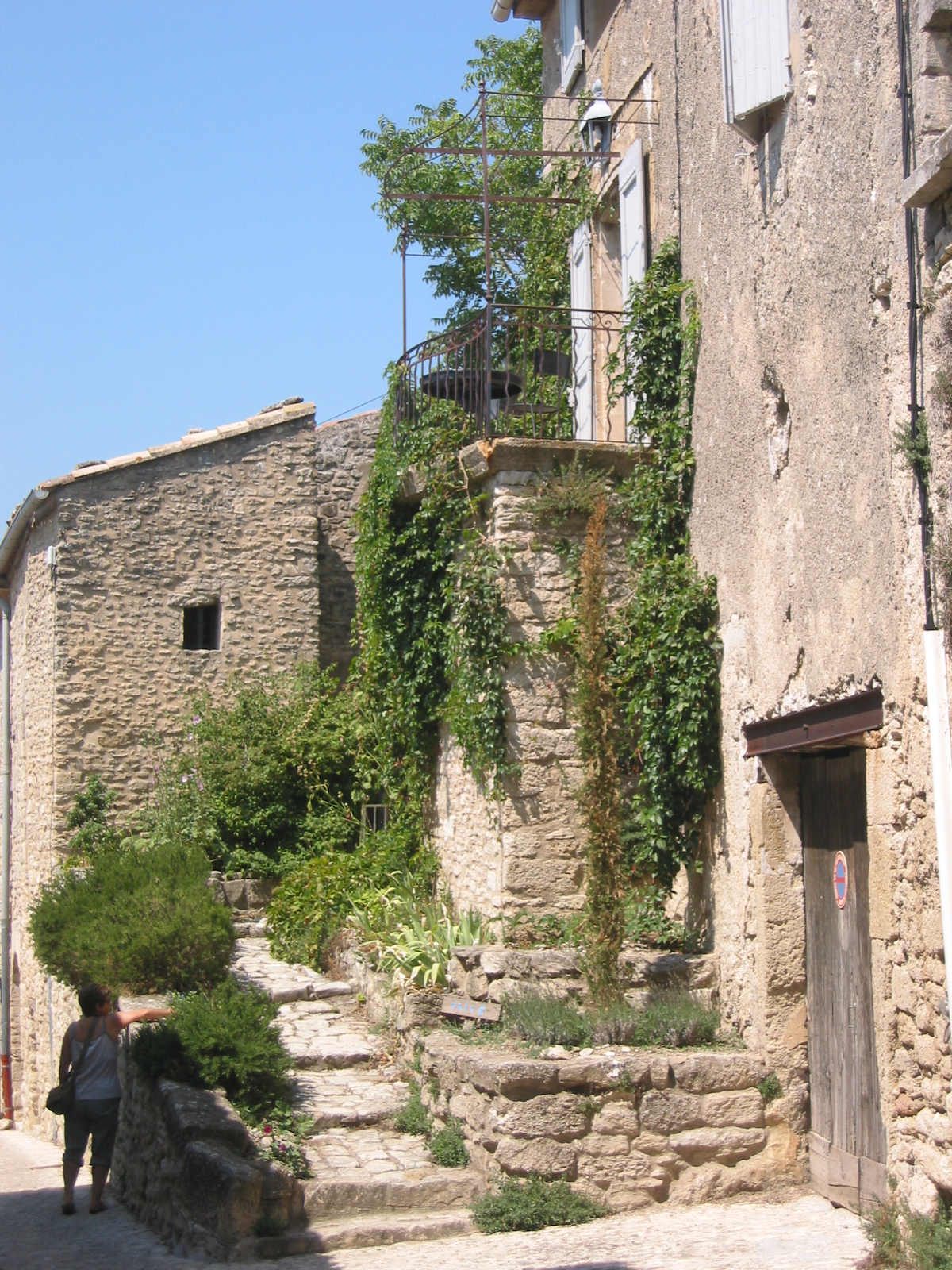
Maison en hauteur dans village

Fernand Benoit explique que « son originalité consiste à placer les bêtes en bas, les hommes au-dessus ». Effectivement ce type d'habitation, qui se retrouve essentiellement dans un village, superpose sous un même toit, suivant une tradition méditerranéenne, le logement des humains à celui des bêtes. La maison en hauteur se subdivise en une étable-remise au rez-de-chaussée, un logement sur un ou deux étages, un grenier dans les combles. Elle était le type de maison réservée aux paysans villageois qui n'avaient que peu de bétail à loger, étant impossible dans un local aussi exigu de faire tenir des chevaux et un attelage.
Elle se retrouve aujourd'hui dans nombre de massifs montagneux ou plateaux de la Provence occidentale.
Ces maisons datent pour la plupart du XVIe siècle, période où les guerres de religion imposèrent de se retrancher derrière les fortifications du village. Celles-ci finies, il y eut un mouvement de sortie pour établir dans la périphérie de l'agglomération des « maisons à terre », plus aptes à recevoir des bâtiments annexes.
En effet, ce type d'habitation, regroupant gens et bêtes dans un village, ne pouvait que rester figé, toute extension lui étant interdite sauf en hauteur. Leur architecture est donc caractéristique : une façade étroite à une ou deux fenêtres, et une élévation ne pouvant dépasser quatre à cinq étages, grenier compris avec sa poulie extérieure pour hisser le fourrage. Actuellement, les seules transformations possibles - ces maisons ayant perdu leur statut agricole - sont d'installer un garage au rez-de-chaussée et de créer de nouvelles chambres au grenier. Pour celles qui ont été restaurées avec goût, on accède toujours à l'étage d'habitation par un escalier accolé à la façade.
La présence de terrasse ou balcon était une constante. La terrasse servait, en priorité, au séchage des fruits et légumes suspendus à un fil de fer. Elle était appelée trihard quand elle accueillait une treille qui recouvrait une pergola rustique. Quand elle formait loggia, des colonnettes soutenant un auvent recouvert de tuiles, elle était nommée galarié ou souleriè.

### Maison à terre

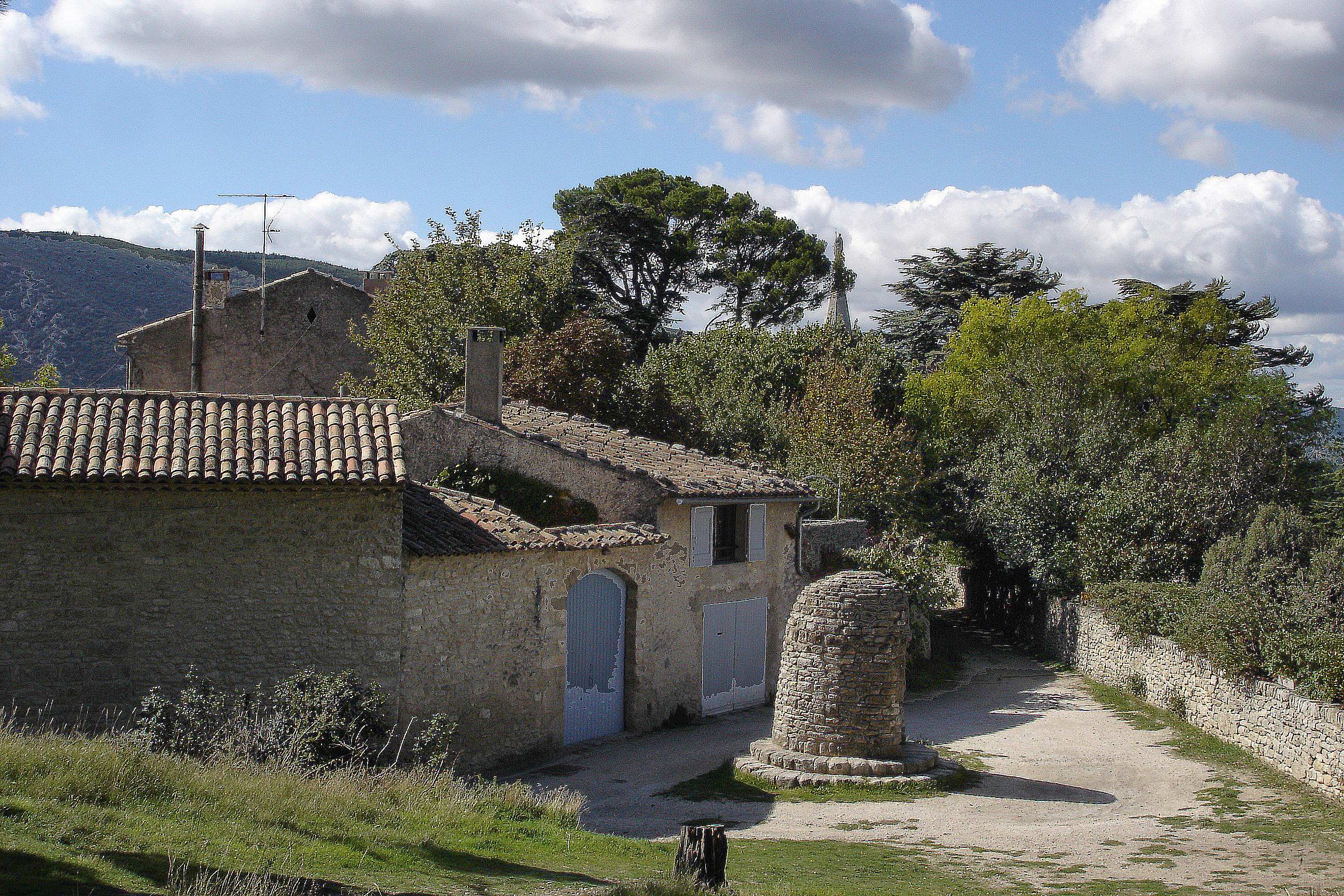
Maison à terre et son puits recouvert

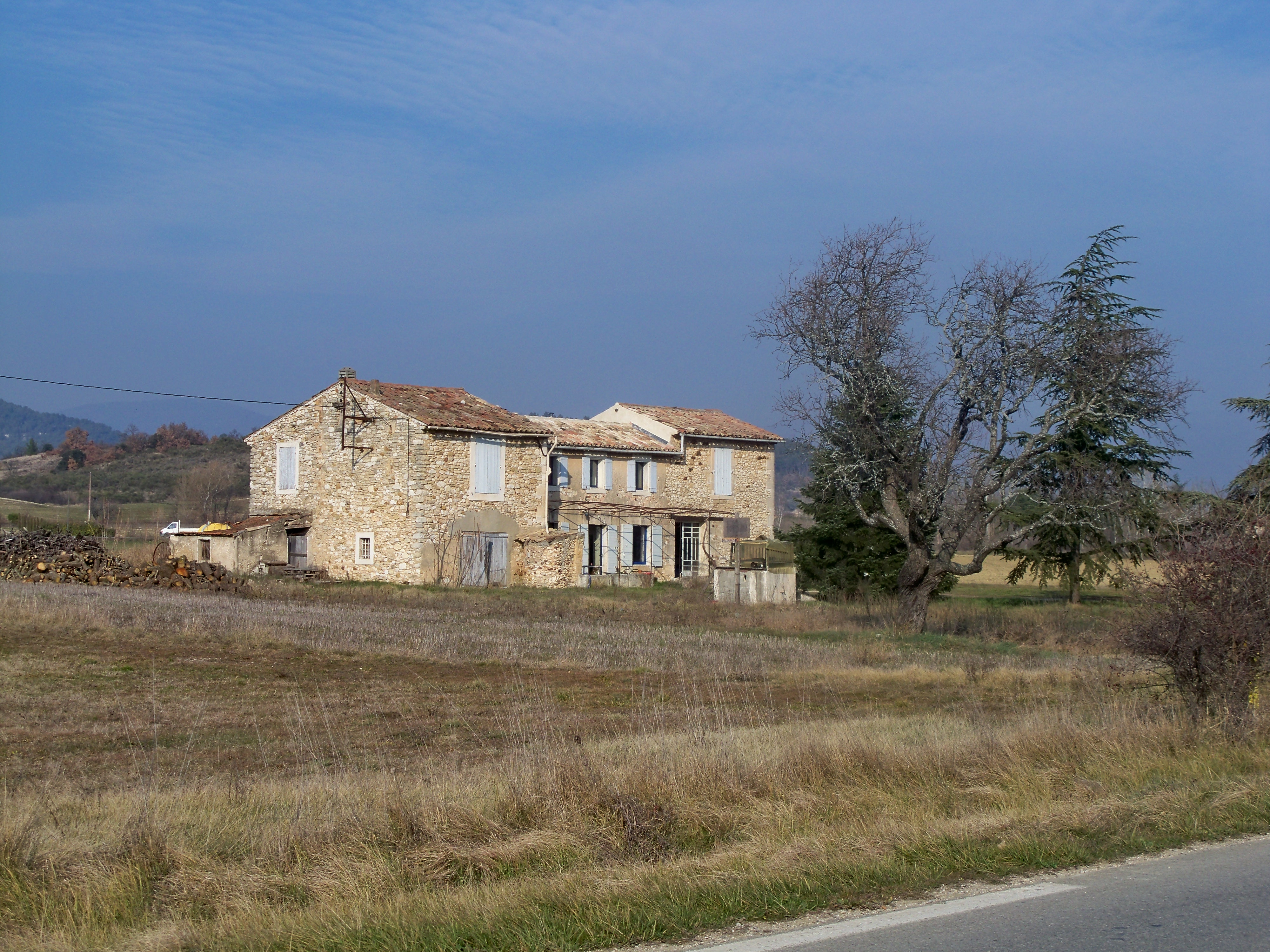
Bastide (maison à terre)

Compartimenté dans le sens de la longueur, ce type de maison représente un stade d'évolution plus avancé que la « maison en hauteur ». Il est caractéristique de l'habitat dispersé. C'est l'habitation traditionnelle des pays de « riche culture » et la lavande en fut une.
Ce type de maison est divisé en deux parties très distinctes dans le sens de la longueur. Le rez-de-chaussée est occupé par une salle commune dans laquelle est intégrée la cuisine. Très souvent se trouve à l'arrière un cellier contenant la réserve de vin et une chambre. Un étroit couloir, qui permet d'accéder à l'étage, sépare cet ensemble de la seconde partie réservée aux bêtes. Celle-ci se compose, dans la plupart des cas, d'une remise qui peut servir d'écurie et d'une étable. L'étage est réservé aux chambres et au grenier à foin qui correspond par une trombe avec l'étable et l'écurie.
À cet ensemble, s'ajoutaient des annexes. Une des principales était la tour du pigeonnier, mais la maison se prolongeait aussi d'une soue à cochons, d'une lapinière, d'un poulailler et d'une bergerie.
Alors qu'aucune maison en hauteur ne disposait de lieu d'aisance, même en ville, la maison à terre permet d'installer ces « lieux » à l'extérieur de l'habitation. Jusqu'au milieu du XXe siècle, c'était un simple abri en planches recouvert de roseaux (canisse) dont l'évacuation se faisait directement sur la fosse à purin ou sur le fumier.
La construction d'un tel ensemble étant étalée dans le temps, il n'y avait aucune conception architecturale préétablie. Chaque propriétaire agissait selon ses nécessités et dans l'ordre de ses priorités. Ce qui permet de voir aujourd'hui l'hétérogénéité de chaque ensemble où les toitures de chaque bâtiments se chevauchent généralement en dégradé.  
Chaque maison se personnalisait aussi par son aménagement extérieur. Il y avait pourtant deux constantes. La première était la nécessité d'une treille toujours installée pour protéger l'entrée. Son feuillage filtrait les rayons de soleil l'été, et dès l'automne la chute des feuilles permettait une plus grande luminosité dans la salle commune. La seconde était le puits toujours situé à proximité. Il était soit recouvert d'une construction de pierres sèches en encorbellement qui se fermait par une porte de bois, soit surmonté par deux piliers soutenant un linteau où était accrochée une poulie permettant de faire descendre un seau. L'approvisionnement en eau était très souvent complété par une citerne qui recueillait les eaux de pluie de la toiture.
Le pigeonnier devint, après la Révolution la partie emblématique de ce type d'habitat puisque sa construction signifiait la fin des droits seigneuriaux, celui-ci étant jusqu'alors réservé aux seules maisons nobles. Il était soit directement accolé à la maison, mais aussi indépendant d'elle. Toujours de dimension considérable, puisqu'il était censé ennoblir l'habitat, il s'élevait sur deux étages, le dernier étant seul réservé aux pigeons. Pour protéger ceux-ci d'une invasion de rongeurs, son accès était toujours protégé par un revêtement de carreaux vernissés qui les empêchait d'accéder à l'intérieur.

### Maison à cour

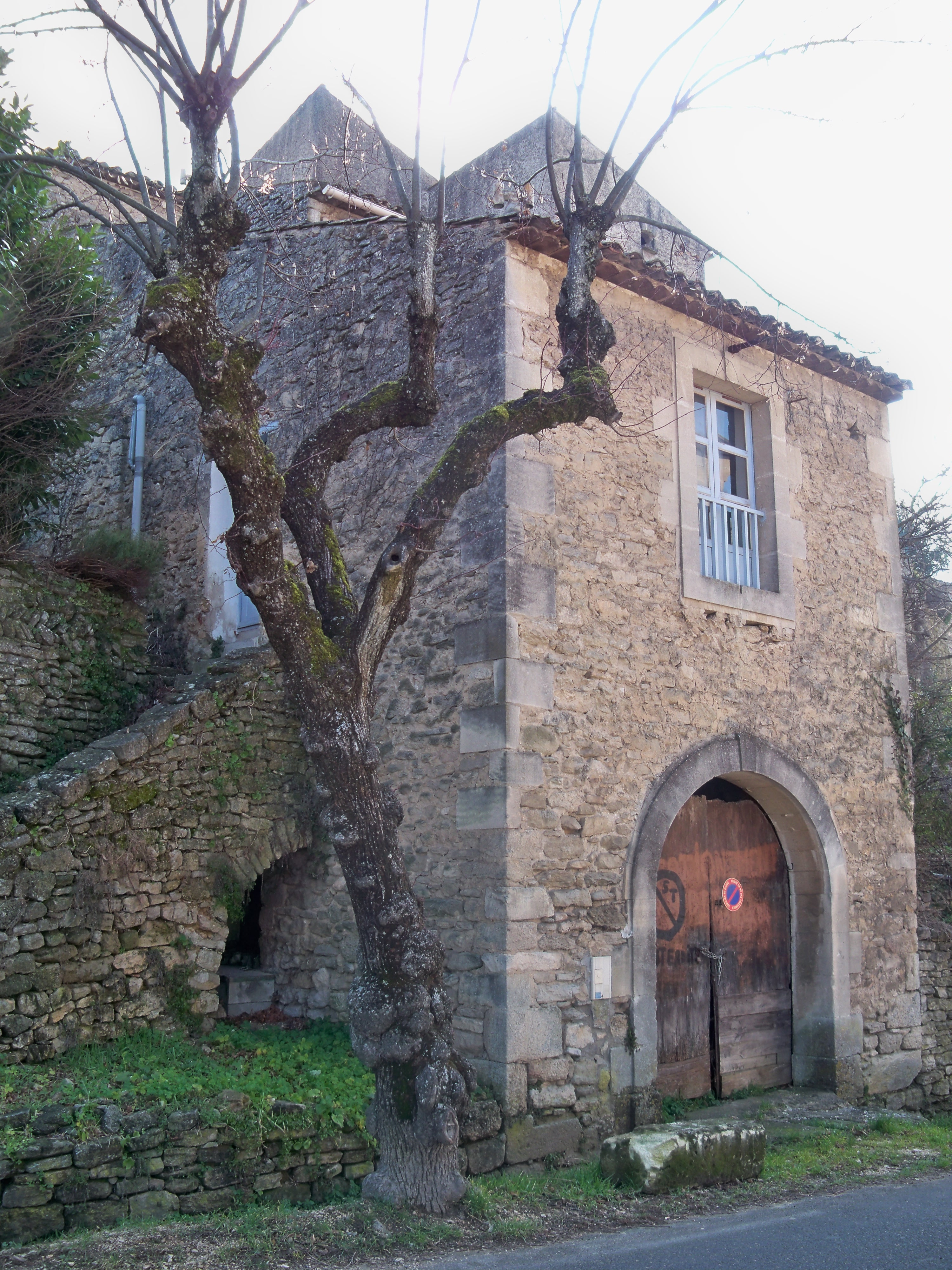
Maison à tours et à cour

Ce type d'habitation est composé de bâtiments et de dépendances ordonnés autour d'une cour centrale. Cet ensemble est caractéristique des grands domaines céréaliers et prend souvent l'aspect d'un château avec des murs flanqués d'échauguettes et des tours d'angle. Il est adapté à une vie agricole où le climat n'impose pas une grange pour engranger les javelles de blé avant le dépiquage, celui-ci ayant lieu aussitôt les gerbes coupées sur l'aire de terre battue. Dans ce mode culturel, les grains sont entrés en sacs dans une remise tandis que les moissonneurs élèvent les meules de paille avec comme seule protection contre la pluie un mélange de poussier et de terre glaise. Seul est rentré le fourrage.
Cette structure agraire est rare en Provence.

### Maison à tours
C'est le style des grandes maisons seigneuriales qui va traverser les siècles même après la Renaissance. Il s'agit de bâtisses isolées, avec ou sans cour intérieure, dont la façade est flanquée de deux tours ou qui est protégée par quatre tours d'angle.
La fortification des maisons de campagne est une pratique fort ancienne. Elle se retrouve, dès le haut Moyen Âge, avec le castellum dont celles de Provence reprennent le plan avec ses tours d'angle. C'est un héritage romain puisque nombre de villæ rusticæ furent protégées par des tours.

### Cabanon

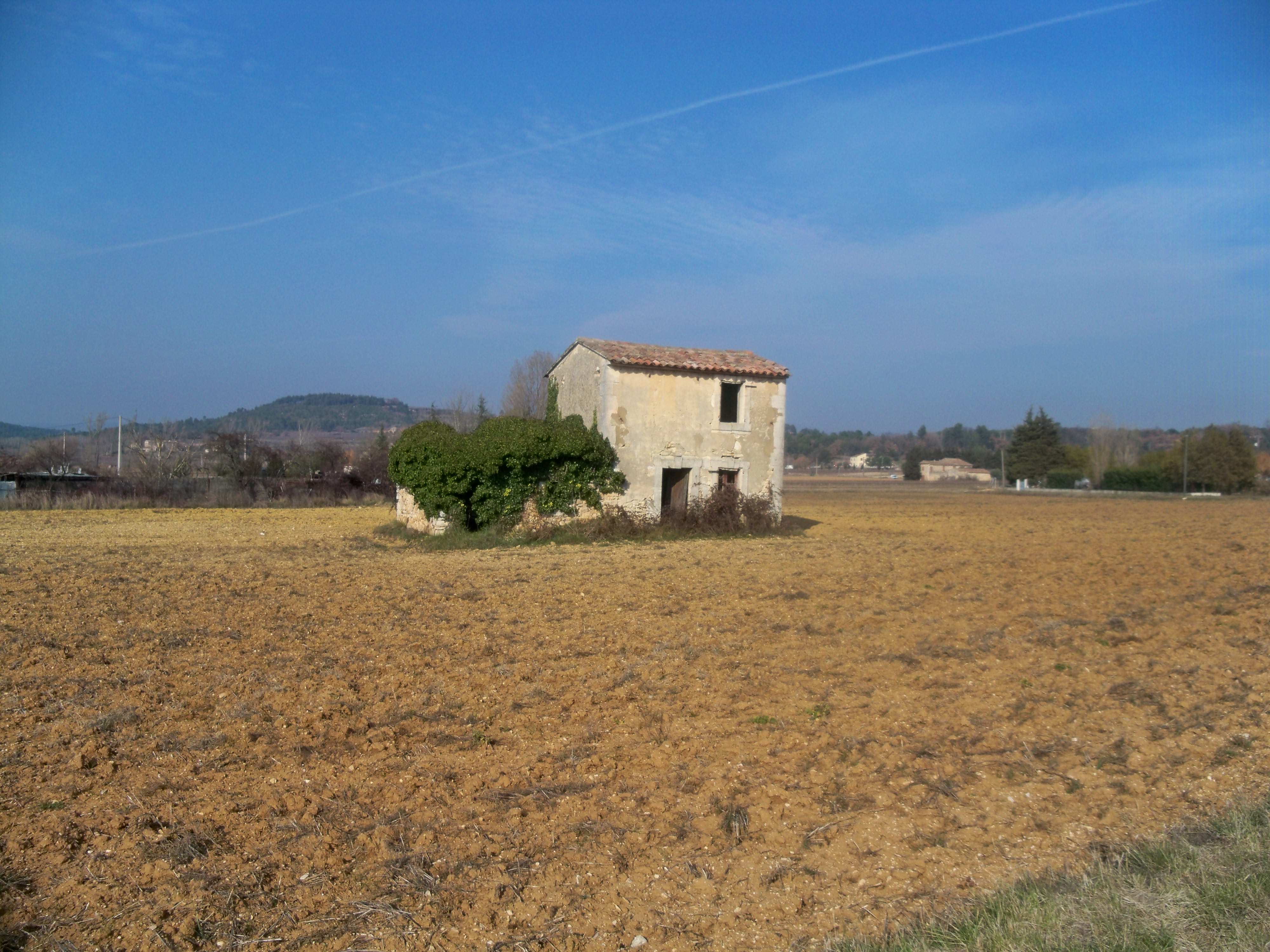
Cabanon en plein champ

L'existence de cette « maisonnette des champs » est toujours liée à une activité agricole qui contraint le paysan à rester éloigné de sa résidence habituelle. Dans son étude sur l'habitat rural, Fernand Benoit envisage à la fois le cas du pastoralisme et celui du sédentarisme. Pour le premier, la transhumance, qui permet aux troupeaux d'estiver dans les alpages, implique l'usage d'un habitat sur place de « type élémentaire » pour le berger. Suivant le lieu, il prend l'aspect d'un jas en pierre sèche ou d'une cabane édifiée en matériaux composites. Ce refuge lui sert à la fois d'abri et de laiterie.
Pour le paysan sédentaire, c'est l'éloignement de ses cultures qui impose un habitat aménagé près de son champ. Dans ce dernier cas, le cabanon correspond à un véritable habitat saisonnier qui est utilisé lors des travaux de longue durée.
Ces cabanons, qui se trouvent à l'orée ou au centre du champ, avaient aussi un rôle d'affirmation sociale pour le paysan. Ils étaient considérés comme « le signe de la propriété sur une terre qu'il entendait distinguer du communal ».

### Borie
On nomme ainsi en Provence une cabane de pierre sèche. Le terme de borie est issu du latin boria - déjà référencé dans le quartier Borianum d'Arles - et s'orthographie bori en provençal. Elle est aussi dénommée cabanon pointu dans les Alpes provençales (région de Forcalquier). Ce type de construction réalisé uniquement en pierres sèches, permettait au paysan de stocker (serrer en provençal) ses instruments agraires, protéger sa récolte ou plus spécifiquement sa réserve d'eau et, au besoin, d'y passer la nuit. La borie était donc une annexe de l'habitat permanent. Ce type de construction en pierre sèche est facilité par l'épierrage des champs. En Provence, il est courant dans les régions montueuses, de plateaux secs, des coteaux travaillés en restanques.

Bories du plateau des Claparèdes
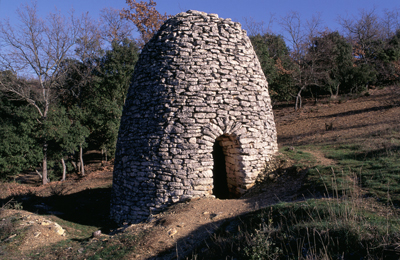
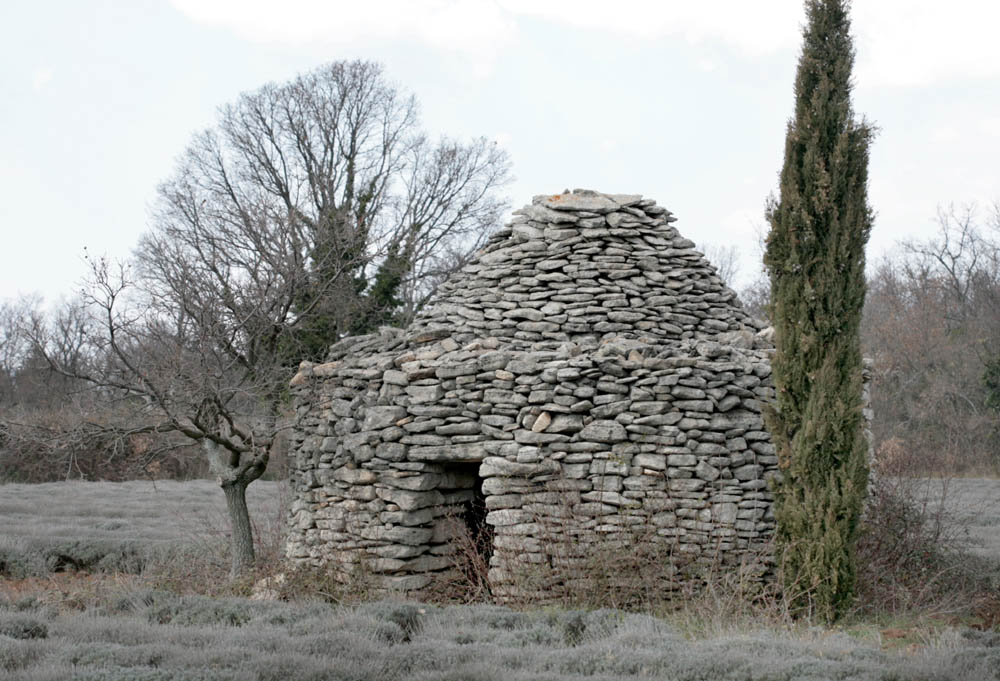
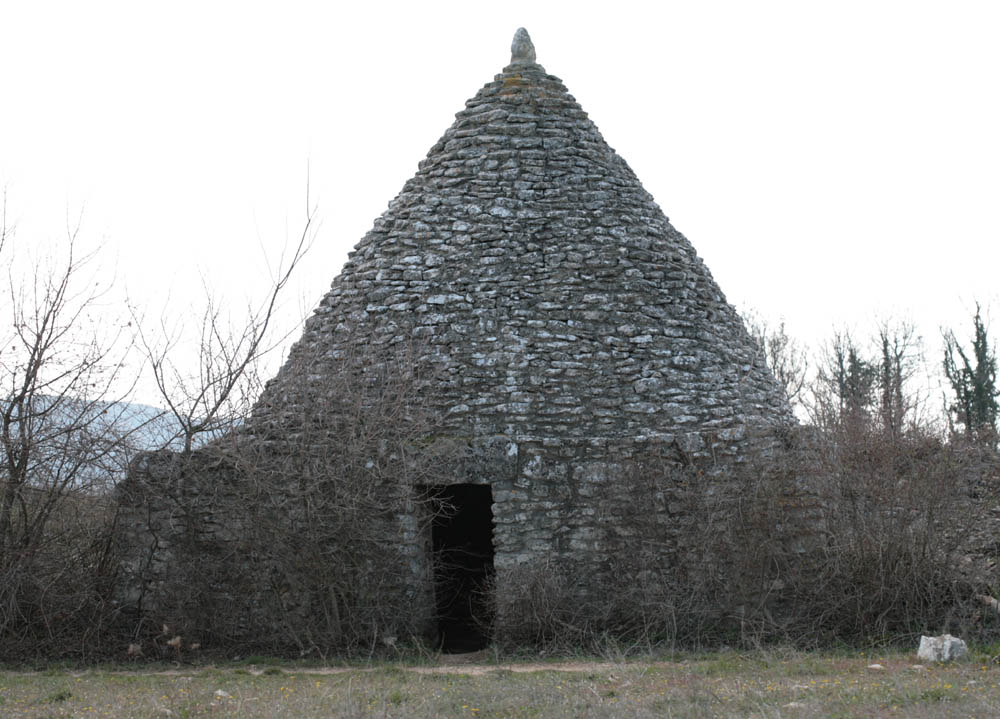

## Évolution du triangle d'or

### Valorisation touristique
Cécile Helle a pu constater que « Dans les années 1960, des estivants conquis par la vitalité retrouvée et la notoriété grandissante du Luberon ne manquent pas d'investir ce haut lieu, soucieux qu'ils sont de pouvoir se valoriser de ce choix de qualité. Ces imitateurs, nourris de l'univers mythique des résidences secondaires, font de ce territoire, à la différence de leurs prédécesseurs, un pays d'accueil saisonnier et ludique. Le triangle d'or, cœur originel, reste le siège de toutes les convoitises en raison de sa valorisation précoce. »
Au cours de cette période aux débuts d'une colonisation touristique des deux versants de la vallée du Calavon. Elle va aller en s'amplifiant lors des décennies suivantes.

### Diffusion touristique
À la fin des années 1970, la notoriété du Luberon est devenue internationale. Les petits mas à retaper et les villages perchés en ruines se sont faits rarissimes dans l'initial triangle d'or. Les professionnels de l'immobilier et les agriculteurs locaux face à une demande accrue proposent des biens à ses environs immédiats, Si le triangle d'or continue à jouer son rôle attractif de lieu à la mode où il importe de se montrer, de nouveaux villages deviennent à la mode dans le Luberon. Le triangle d'or bénéficie encore d'une rente de situation car « l'intensité de la pression foncière y perdure, conforte la hausse des prix et se traduit par un verrouillage du marché par les élites ». Ailleurs le niveau moins élevé des prix ravit une nouvelle clientèle moins fortunée, mais aussi enthousiaste.

### Marché des terrains à bâtir
La mise en marché des mas à restaurer sur de nouvelles communes jouxtant le triangle d'or initial dura le temps d'une décennie et la manne se tarit.  Les agents et les promoteurs immobiliers, qui s'étaient multipliés, orientèrent leur clientèle vers les terrains à bâtir, créant ainsi un nouveau marché qui donna une bouffée d'air à l'immobilier. Ce fut une course aux parcelles constructibles et la chute du bâti ancien. La poésie des vieilles pierres céda le pas à tout le confort moderne.
Mais la demande de l'emplacement du site à bâtir resta identique. Il fallait un belvédère - les monts de Vaucluse -, un massif mythique - Le Luberon -, et une plaine — la vallée du Calavon - ce qui imposa la conquête linéaire de type riviera. L'axe de la RN 100 vit sa partie nord densément construite, celle du sud, objet de tous les regards, fut plus préservée et la plaine joua les interlands.

### Influences urbaines de proximité
Vers la fin des années 1980, les centres urbains d'Avignon à l'ouest et de Marseille-Aix au sud ébranlent l'organisation immobilière du Luberon. Le développement du bâti accroit la demande qui s'éloigne de plus en plus du triangle d'or initial. Son éloignement relatif, son extrême valorisation et sa cherté, en font la chasse gardée des plus riches, c'est à l'extérieur de pôle que se développent les affaires.

### Influences urbaines lointaines
Les années 2000 avec la réduction du temps de travail, les week-ends prolongés et les courts séjours permettent aux plus aisés de profiter du Luberon. Sa fréquentation, d'occasionnelle devient permanente. « Les nouvelles constructions se diffusent sur les versants, aux abords des noyaux villageois et le long des axes structurants. L'identité paysagère du Luberon, arrière-pays provençal, tend à disparaître laissant place aux paysages informes caractéristiques des espaces périurbains ». L'Ouest et le Sud, grâce aux gares TGV d'Aix-en-Provence et d'Avignon, commencent à se confondre avec des banlieues résidentielles plus qu'à des zones touristiques.

## Le Luberon, un arrière-pays en voie de métropolisation
Cette double pression urbaine, littorale et rhodanienne, a transformé le Luberon d'espace d'accueil saisonnier et ludique en un espace d'accueil permanent. Il est devenu l'une des zones de villégiature les plus convoitées des milieux urbains favorisés venus du Nord de la France et de l'Europe. Sa proximité des centres urbains du Bas-Rhône, l'a transformé en « un territoire d'accueil pour des navetteurs qui compensent l'éloignement de leur lieu de travail par un cadre de vie privilégié et de vastes terrains privatifs ». Tandis que pour petites villes qui entourent le massif, il est devenu une banlieue résidentielle avec ses lotissements et ses zones commerciales.
« Même son cœur originel ne semble plus battre à l'unisson. Inexorablement, certains se détournent de lui pour lui préférer d'autres arrière-pays touristiques plus authentiques : Alpilles, duché d'Uzès… ou d'autres destinations touristiques plus attractives : riads marocains, villas toscanes » a constaté Cécile Helle. C'est l'ultime étape qui conclut le passage d'un lieu mythique en un lieu qui tend à se banaliser. Le triangle d'or du Luberon, en ce début de XXIe siècle, est en passe de se métamorphoser en « un arrière-pays en voie de métropolisation, comme il en existe tant autour du bassin méditerranéen. »

## Une expression qui a fait des petits
Dans les années 1990, on a repris l'expression en y ajoutant sud pour désigner un autre emplacement géographique côté du Luberon, on parle donc du triangle d'or sud Luberon. Il est assez réduit et a pour sommets les villages de Lourmarin, Cadenet et Cucuron. 
Au cours des années 2010, une mutation de la demande a eu lieu. Sur les cinq premières années de cette décennie, a pratiquement disparu la clientèle parisienne, suisse, allemande ou hollandaise. Par contre, les Belges, attirés par le soleil, la lumière, la douceur de vivre du Comtat Venaissin et les vins de qualité de la vallée du Rhône ont orienté leur choix vers des villes comme Carpentras - à nouveau desservie par une ligne ferroviaire la reliant à Avignon - et les villages du piémont sud du Mont Ventoux et des Dentelles de Montmirail. 
À proximité, Monteux et Pernes-les-Fontaines sont des lieux où il est encore possible de trouver de l'immobilier entre 200 et 250 000 €.